# Istoriografia română
Istoriografia română este disciplina care se ocupă cu studierea felului cum a fost și este scrisă istoria românilor, accentul fiind pus pe teme, abordări, curente, probleme de periodizare, simboluri și mituri fondatoare.

## Perspectivă cronologică

### Începuturi
Până la 1880, domeniul istoriei era deschis oricui, neexistând o specializare în sens strict. De altfel, în întreaga jumătate secundă a secolului al XIX-lea a fost caracteristică legătura strânsă dintre scrierea istoriei și finalitatea politică și patriotică. În această privință, a avut loc o relaxare după realizarea în 1918 a Marii Uniri. În preajma începutului secolului XX, a avut loc o confruntare acerbă între generația veche, reprezentată de figuri precum B.P. Hasdeu, Gr. Tocilescu, V.A. Urechia, și o pleiadă de noi istorici, printre care N. Iorga și Dimitrie Onciul, care le imputa predecesorilor lor conservatorismul și metodele învechite.
În perioada interbelică, istoriografia română a încorporat o sumă de curente occidentale, însă acest pluralism a fost curmat după jumătatea anilor '40, când regimul comunist și-a impus propria viziune asupra istoriei. După cum remarca istoricul Keith Hitchins, dacă, înainte de al Doilea Război Mondial, istoria fusese arareori independentă de patriotism și ideologie, cel puțin istoricii fuseseră liberi să caute adevărul după propria conștiință și avuseseră loc confruntări de idei.

### Sub regimul comunist
După instaurarea comunismului, disciplinele umane și sociale au căzut sub imperativul ideologic al creării ordinii sociale comuniste, fiind supuse controlului de partid. Istorici precum Constantin C. Giurescu au fost înlăturați din universități și trimiși în închisoare, iar istoria a fost rescrisă conform preceptelor istorice ale marxismului. Rolul pe care Partidului Comunist din România l-a jucat în perioada interbelică a fost exagerat, când nu falsificat pe de-a-ntregul.
Perioada regimului comunist s-a împărțit din punct de vedere al istoriografiei în trei perioade mai mari.
Prima a durat până cca. în 1960. În această primă fază s-a acordat o atenție disproporționată componentei slavice a poporului român și relațiilor cu Rusia, ocultându-se originea latină a poporului român. În ce privește formarea națiunii române, s-a exagerat rolul pe care l-a jucat Rusia, iar, în același timp, istoricii au blamat influențele vestice. Problema Basarabiei a fost trecută sub tăcere.
A doua perioadă s-a întins între cca. 1960 și 1971, fiind caracterizată de o liberalizare sesizabilă și pe scena cultural-artistică și de o relaxare a controlului politic și economic. În 1964 a fost publicată lucrarea Însemnări despre români a lui Karl Marx, prin care însuși întemeietorul comunismului era instrumentalizat pentru a arăta că Rusia avusese o atitudine ostilă față de statul român modern.
Începutul celei de-a treia perioade a fost marcat de Tezele din iulie ale lui Nicolae Ceaușescu. Istoria a fost manipulată pentru a servi cultului personalității dictatorului, scrierea istoriei fiind impregnată de un naționalism excesiv. În 1974 a fost inventat de Edgar Papu termenul protocronism, concept care a adunat sub stindardul său o seamă de preopinenți ai ideilor că poporul român ar fi fost unic și pionier în diverse domenii.

### După revoluția de la 1989
După Revoluția română din 1989, accesul la arhive – care, până atunci, fusese rezervat istoricilor oficiali – s-a liberalizat încet, astfel că au început să apară studii critice despre regimul comunist. Anterior, perioada comunistă fusese analizată obiectiv doar în universitățile din Statele Unite ale Americii și Europa de Vest. După 1989 a dispărut controlul politic al regimului asupra istoriografiei și deși diferite forțe politice au încercat să influențeze, în continuare, studiul istoriei, ele au fost private de pârghii eficiente asupra instituțiilor care produc și diseminează cunoștințele istorice. O altă schimbare a fost terminarea perioadei de izolare din anii 1980, ceea ce a permis contacte personale ale istoricilor români cu corespondenții lor vestici, precum și accesul la producția istorică străină și la oportunități de studiu. În anii 1990, în timp ce numărul de locuri de studiu în domeniul istoriei a crescut drastic la nivelul României, concomitent a scăzut și calitatea actului de predare.
Raportul „Elie Wiesel” a reprezentat un moment de răscruce, constituind momentul recunoașterii de către România a participării la Holocaust. Anii 1990 au fost marcați, de asemenea, de tentative de demitologizare a istoriei, un ecou larg găsind studiile lui Lucian Boia.

## Teme
Una dintre cele mai importante teme care au preocupat istoriografia română de-a lungul timpului au fost originea poporului român. În secolul XIX, a avut loc o dezbatere între școala latinistă și cea autohtonistă, prima susținând eradicarea completă a dacilor de către romani și formarea poporului român doar pe substratul latin. În timp, aceste perspective s-au echilibrat. 
O altă temă care a produs o mare dezbatere a fost continuitatea poporului român în spațiul carpato-danubioano-pontic, acest subiect stârnind aprige controverse între marea majoritate a istoricilor români, care susțineau ipoteza formării și continuității poporului în acest spațiu, și emulii profesorului german Roesler, care susțineau că etnogeneza ar fi avut loc la sudul Dunării, românii migrând ulterior la nord de fluviu. Acestei dezbateri i se suprapuneau interese teritoriale, în principal în ce privește apartenența provinciei Transilvania. După cum observa istoricul Nicolae Stoicescu, „problema continuității este nu numai o problemă științifică, ci și una politică: ea nu s-a născut ca o problemă decît în secolul al XVIII-lea, cînd românii din Transilvania  — care alcătuiau majoritatea populației  — au cerut egalitatea în drepturi cu celelalte naționalități ale țării”, iar acest aspect a fost sesizat și de A.D. Xenopol și Aurelian Sacerdoțeanu.

## Arheologie
Primele referiri scrise la antichitățile romane de pe teritoriul României datează din secolele al XV-lea și al XVI-lea, fiind făcute de Antonius Bonfinius, istoriograful aulic al regelui Matei Corvin, și de umanistul Nicolaus Olahus. De altfel, Corvin și tatăl său Iancu de Hunedoara, la fel ca și alți nobili și principi ai Transilvaniei au adunat sculpturi, inscripții și alte artefacte antice, care, astfel, au fost conservate pentru posteritate. Însemnări se găsesc și în operele lui Dimitrie Cantemir și ale unor reprezentanți ai Școlii Ardelene. Italianul Luigi Ferdinando Marsigli, inginer-genist în serviciul Sfântului Imperiu Roman, considerat primul arheolog al Daciei, a înregistrat orașe, castre, poduri și drumuri romane, iar însemnările și desenele sale și-au păstrat valoarea istoriografică.